# USA's ministerier
De amerikanske ministerier ledes hver af en minister, som udnævnes af USA's præsident, og som skal godkendes af Senatet. For eksempel ledes udenrigsministeriet af udenrigsministeren (Secretary of State), som for nuværende (siden 2021) er Antony Blinken.
Alle ministre er medlemmer af det amerikanske kabinet, som er den øverste politiske ledelse af det amerikanske samfund. Ministerie

## Nuværende ministerier
| Ministerium                                                               | Sejl | Flag | Oprettet          | Ansatte          | Samlet budget      | Titel                                      | Noter                                                                                               |
| ------------------------------------------------------------------------- | ---- | ---- | ----------------- | ---------------- | ------------------ | ------------------------------------------ | --------------------------------------------------------------------------------------------------- |
| Udenrigsministeriet (Department of State)                                 |      |      | 27. juli 1789     | 30.000 (2023)    | $58.1 mia. (2023)  | Secretary of State                         | |
| Finansministeriet (Department of the Treasury)                            |      |      | 2. september 1789 | 100.000 (2023)   | $16.4 mia. (2023)  | Secretary of the Treasury                  | |
| Forsvarsministeriet (Department of Defence)                               |      |      | 8. september 1947 | 3.200.000 (2023) | $852 mia. (2023)   | Secretary of Defense                       | Herunder sorterer Hær-, Luftvåben- og Marineministeriet                                             |
| Justitsministeriet (Department of Justice)                                |      |      | 1. juli 1870      | 113.543 (2012)   | $37.5 mia. (2023)  | Attorney General                           | Posten som justitsminister allerede oprettet 1789                                                   |
| Indenrigsministeriet (Department of Interior)                             |      |      | 3. marts 1849     | 70.000 (2023)    | $35 mia. (2023)    | Secretary of the Interior                  | |
| Landbrugsministeriet (Department of Agriculture)                          |      |      | 15. maj 1862      | 100.000 (2023)   | $242 mia. (2023)   | Secretary of Agriculture                   | |
| Handelsministeriet (Department of Commerce)                               |      |      | 14. februar 1903  | 41.000 (2023)    | $16.3 mia. (2023)  | Secretary of Commerce                      | Tidligere Handels- og arbejdsministeriet, Arbejdsministeriet senere udskilt                         |
| Arbejdsministeriet (Department of Labor)                                  |      |      | 4. marts 1913     | 15.000 (2023)    | $97.5 mia. (2023)  | Secretary of Labor                         | |
| Sundhedsministeriet (Department of Health and Human Services)             |      |      | 11. april 1953    | 65.000 (2023)    | $1.772 mia. (2023) | Secretary of Health and Human Services     | Tidligere Sundheds-, undervisnings- og velfærdsministeriet, Undervisningsministeriet senere udskilt |
| Bolig- og byplanministeriet (Department of Housing and Urban Development) |      |      | 9. september 1965 | 9.000 (2023)     | $61.7 mia. (2023)  | Secretary of Housing and Urban Development | |
| Transportministeriet (Department of Transportation)                       |      |      | 1. april 1967     | 55.000 (2023)    | $145 mia. (2023)   | Secretary of Transportation                | |
| Energiministeriet (Department of Energy)                                  |      |      | 4. august 1977    | 10.000 (2023)    | $45.8 mia. (2023)  | Secretary of Energy                        | |
| Undervisningsministeriet (Department of Education)                        |      |      | 17. oktober 1979  | 4.200 (2023)     | $79.6 mia. (2023)  | Secretary of Education                     | |
| Veteranministeriet (Department of Veterans Affairs)                       |      |      | 15. marts 1989    | 235.000 (2023)   | $308.5 mia. (2023) | Secretary of Veterans Affairs              | |
| Sikkerhedsministeriet (Department of Homeland Security)                   |      |      | 25. november 2002 | 250.000 (2023)   | $101.6 mia. (2023) | Secretary of Homeland Security             | |

## Tidligere ministerier
| Ministerie                                                                                      | Eksisterede | Noter                                                                     |
| ----------------------------------------------------------------------------------------------- | ----------- | ------------------------------------------------------------------------- |
| Krigsministeriet (Department of War)                                                            | 1789-1947   | Erstattet af Forsvarsministeriet                                          |
| Flådeministeriet (Department of the Navy)                                                       | 1798-1947   | Erstattet af Forsvarsministeriet                                          |
| Postministeriet (Post Office Department)                                                        | 1872-1971   | Reorganiseret som delvis uafhængig tjeneste, United States Postal Service |
| Handels- og arbejdsministeriet (Department of Commerce and Labor)                               | 1903-1913   | Delt op i Handelsministeriet og Arbejdsministeriet                        |
| Sundheds-, undervisnings- og velfærdsministeriet (Department of Health, Education, and Welfare) | 1953-1979   | Delt op i Sundhedsministeriet og Undervisningsministeriet                 |